# Julius Heinrich Franz
Julius Heinrich Georg Franz (Rummelsburg, 28 giugno 1847 – Breslavia, 28 gennaio 1913) è stato un astronomo tedesco.

## Biografia
Franz era figlio di un consigliere sanitario e medico distrettuale. Dopo aver frequentato le facoltà di astronomia e matematica all'Università di Greifswald, all'Università "Martin Lutero" di Halle-Wittenberg e a quella di Berlino poi, concluse gli studi nel 1872 con una dissertazione sul Pendolo di Foucault.
Nel 1874 fu assunto come astronomo all'osservatorio cantonale di Neuchâtel, in Svizzera, presso la cui università ottenne nel 1975 l'abilitazione all'insegnamento universitario. Dal 1877 proseguì la sua attività presso l'osservatorio reale di Königsberg. Nel 1882 guidò la delegazione tedesca ad Aiken nella Carolina del Sud per osservare il passaggio del pianeta Venere. Nel 1889 ottenne l'abilitazione all'insegnamento anche presso l'Università di Königsberg, dove dal 1893 insegnò in qualità di professore associato. Dal 1897 detenne la cattedra di astronomia all'Università di Breslavia dove fu anche direttore del locale Osservatorio astronomico (dal 1897 al 1912).
Nel 1885 divenne membro dell'Accademia Cesarea Leopoldina. Franz si occupò in modo particolare di topografia lunare, tant'è che in suo onore fu nominato il cratere Franz.
Franz fu il padre dello zoologo Victor Franz.

## Opere scelte
- (DE) Die Konstanten der physischen Libration des Mondes, 1889.
- (DE) Über die Figur des Mondes, 1899.
- (DE) Der Mond, 1906.
- (DE) Die Randlandschaften des Mondes, 1913.